# Ugo Rozzo
Ugo Rozzo (Viguzzolo, 25 giugno 1940 – Alessandria, 1º aprile 2020) è stato un bibliotecario, bibliografo e storico italiano.

## Biografia
Convittore a Milano del Collegio Augustinianum, si laureò in Lettere moderne all'Università Cattolica del Sacro Cuore. Impegnato durante la giovinezza nella FUCI e poi nella redazione del Popolo Dertonino, dal 1963 al 1986 fu direttore della Biblioteca civica di Tortona. Nel 1987 ottenne la cattedra di “Storia delle biblioteche” all’Università degli Studi di Udine, dapprima come docente associato e, dal 2001, come docente ordinario di “Storia del libro e della stampa”, ruolo che tenne fino al pensionamento avvenuto nel 2009.
Apprezzato studioso e docente di storia del libro e della stampa, si ricordano in particolare i suoi studi sulla censura nell’Italia del Cinquecento e sull'editoria religiosa. A questi si aggiungono - di rilievo per la storia locale - le ricerche sullo storico banchetto di nozze sforzesco avvenuto a Tortona nel 1489.
È morto nell'aprile del 2020 all'età di 79 anni, per complicazioni da COVID-19.

## Opere
Si riportano di seguito, divisi per anni, gli articoli, contributi, monografie e curatele prodotte da Ugo Rozzo durante la sua attività scientifica ed accademica.
- 1972 Stampa e cultura a Tortona nel XVI e XVII secolo. Mostra della tipografia tortonese, 28 maggio-11 giugno, catalogo della mostra a cura di Ugo Rozzo, Tortona, Biblioteca civica (SBL0442363)
- 1972 Tortona nei secoli: mostra di antiche piante e carte di Tortona e del Tortonese. Tortona, 22 maggio-2 giugno 1971, a cura di Ugo Rozzo (BVE0667840)
- 1977 Per la preparazione professionale dei bibliotecari. Convegno di studio, Torino, 9 settembre, 1977, Torino, Associazione italiana biblioteche, sezione regionale piemontese (UTO1269665)
- 1979 Ambrogio Cavalli, in «Dizionario Biografico degli Italiani», vol. 22, Roma, Istituto dell'Enciclopedia italiana
- 1979 Nuovi contributi su Bernardino Ochino, estratto da: Bollettino della Societa di Studi Valdesi n. 146, dicembre 1979, p. 52-83 (NAP0278318)
- 1980 Il medico Prospero Calani e le sue amicizie ereticali, estratto da: Bollettino della Società di Studi Valdesi, n. 148, 1980,  p. 57-84 (UTO1198039)
- 1980 Miscellanea storica tortonese, Tortona, Biblioteca civica, 1980 (TO00604610)
- 1980 Vicende inquisitoriali dell'eremitano Ambrogio Cavalli, estratto da: Rivista di storia e letteratura religiosa, 17
- 1981 La biblioteca dei monaci di Rivalta alla metà del Cinquecento, estratto da: L'abbazia di Rivalta Scrivia e la scuola pittorica tortonese dei secoli XV-XVI, 1981 (UBO4163775)
- 1981 Una sconosciuta cinquecentina alessandrina e la longevità dei Valenzani, estratto da: Studi piemontesi, marzo 1981, vol. 18, fasc. 1,  p. 101-108 (UTO0883195)
- 1982 Antonio da Pinerolo e Bernardino Ochino, estratto da: Rivista di storia e letteratura religiosa, 1982, p. 341-364 (LUA0133941)
- 1982 Matteo Bandello novelliere europeo. Atti del Convegno internazionale di studi, 7-9 novembre 1980, a cura di Ugo Rozzo, Tortona, Cassa di Risparmio di Tortona, 1982 (NAP0160667 e RAV0199790)
- 1982 Un personaggio bandelliano: la poetessa Camilla Scarampi, estratto da: Matteo Bandello novelliere europeo ..., p. 419-437 (USM1788452)
- 1982 Quando Tortona aveva un teatro:(documenti, foto, progetti sul Teatro civico. Biblioteca civica, 9-20 maggio (TO01488406)
- 1983 Dieci anni di censura libraria, 1596-1605, estratto da: Libri e documenti, 1983, anno 9, n. 1, p. 43-61 (UTO0883180)
- 1983 Il Museo civico di Tortona, Alessandria: Edizioni dell'Orso (TO00376287)
- 1983 Le "Prediche" veneziane di Giulio da Milano (1541), estratto da: Bollettino della Società di Studi Valdesi, n. 152 (USM1788450)
- 1983 Storia urbana di Tortona, Tortona: Biblioteca civica (TO00010393)
- 1985 Gli uomini, le città e i tempi di Matteo Bandello. 2. Convegno internazionale di studi, Torino, Tortona, Alessandria, Castelnuovo Scrivia, 8-11 novembre 1984, Tortona:  Centro studi Matteo Bandello e la cultura rinascimentale (NAP0140374)
- 1985 Bernardino Ochino, I dialogi sette e altri scritti del tempo della fuga, edizione, introduzione, e apparato iconografico a cura di Ugo Rozzo, Torino: Claudiana (MIL0120805)
- 1985 Pio V e la biblioteca di Bosco Marengo in Pio V e Santa Croce di Bosco, aspetti di una committenza papale, Alessandria: Edizioni dell'Orso,  p. 315-340 (UBO4275744)
- 1986 Castelli di Tortona e di Castelnuovo Scrivia, in Da Alessandria da Casale tutto intorno,Torino: Milvia, p. 67-76 (TO01824462)
- 1986 Ludovico Costa, Cronaca di Tortona (ristampa anastatica dell'edizione di Torino, 1814), a cura e con introduzione di Ugo Rozzo, Tortona: Sette Giorni (TO01046355)
- 1986 Il rogo dei libri: appunti per una iconologia, estratto da: Libri e Documenti, a.12, n. 1, p. 7-32 (LO11671555)
- 1987 Prima giunta alle edizioni tortonesi dei secoli XVI e XVII, estratto da: Libri e documenti, a. 13., n. 2, p. 39-57 (UBO4170109)
- 1987 Per Adelin Charles Fiorato: studi sulla cultura del Rinascimento, a cura di Ugo Rozzo, Castelnuovo Scrivia: Biblioteca comunale P. A. Soldini (TO00064193)
- 1988 La cultura italiana nelle edizioni lionesi di Sébastien Gryphe (1531-1541), estratto da: La bibliofilia, a. 90, n. 2, p. 162-195 (TSA0697438)
- 1988 Per una storia bibliotecaria del Friuli nel secolo XV, in La Guarneriana, i tesori di una antica biblioteca, [San Daniele del Friuli: Comune di S. Daniele del Friuli, p. 47-56 (UFE0645574)
- 1989 La biblioteca di Adriano di Spilimbergo e gli eterodossi in Friuli (1538-1542), estratto da: Metodi e richerche, n.s., 8., n. 1, p. 29-62 (UFE0621441)
- 1989 La festa di nozze sforzesca del gennaio 1489 a Tortona, estratto da: Libri e Documenti, A. 14, n. 1, p. 9- 23 (TO01834463)
- 1989 Ugo Rozzo e Silvana Seidel Menchi, Livre et Reforme en Italie, in Le livre et les debuts de la Reforme, Parigi (VEA1021667)
- 1990 La Biblioteca visconteo-sforzesca di Pavia, p. 235-266 (UBO4166198)
- 1990 In margine agli Indici dei libri proibiti italiani del 1549 e 1554, estratto da: La bibliofilia, 92.3.4., disp. n. 3, p. [311]-321 (CAM0022401)
- 1991 L'esortazione al martirio di Giulio da Milano, in Riforma e società nei Grigioni: Valtellina e Valchiavenna tra '500 e '600, Milano, Angeli, p. 63-88 (LO11662220)
- 1991 Gli Hecatommithi all'Indice, estratto da: La bibliofilia, 93.1.2. , disp. n. 1, p. [21]-51 (CAM0022817)
- 1992 Biblioteche e libri proibiti nel Friuli del Cinquecento, estratto da: Atti dell'Accademia di Scienze, Lettere Arti di Udine, v. 85., p. 93-140 (UBO4260843)
- 1992 Il fondo antico della Biblioteca dei Gesuiti di Castenuovo Scrivia, in Castrumnovum, terra magna et opulenta: miscellanea di studi storici, p. 87-108 (VEA0052014)
- 1993 La libreria di Guarnerio d'Artegna e qualche considerazione di storia bibliotecaria, estratto da: La bibliofilia, 95.2.3., disp. n. 2, p. [163]-174 (CAM0024661)
- 1993 Linee per una storia dell'editoria religiosa in Italia: 1465-1600, Udine: Arti grafiche friulane (VEA0057833)
- 1993 Storia, arte, restauri nel tortonese: il palazzetto medioevale, dipinti e sculture, introduzione di Ugo Rozzo, Tortona: Banca Cassa di Risparmio di Tortona (MOD0363849)
- 1994 Gli anni ferraresi e la morte sul rogo dell'eremitano Ambrogio da Milano (1547-1555), in Alla corte degli Estensi, a cura di M. Bertozzi, Ferrara, Università degli Studi
- 1994 Biblioteche italiane del Cinquecento tra Riforma e Controriforma, Udine: Arti grafiche friulane (VEA0069629)
- 1994 Editoria e storia religiosa (1465-1600), in Storia dell'Italia religiosa, Roma; Bari: Laterza, v. 2: L'età moderna, p. [137]-166 (IEI0351099)
- 1996 Biblioteche ed editoria nel Friuli del Cinquecento in Il Patriarcato di Aquileia tra Riforma e Controriforma, atti del Convegno di studi, Udine: Accademia udinese di scienze lettere ed arti, Deputazione di storia patria per il Friuli, p. 95-129 (RML0064895)
- 1996 Nel Friuli del Settecento: biblioteche, accademie e libri, a cura di Ugo Rozzo, Tavagnacco: AGF (BVE0122594)
- 1997 La censura libraria nell'Europa del secolo XVI. Convegno internazionale di studi, Cividale del Friuli 9-10 Novembre 1995, a cura di Ugo Rozzo, Udine: Forum (VEA0099186)
- 1997 Furor bibliographicus ovvero la bibliomania in Libri, tipografi, biblioteche: ricerche storiche dedicate a Luigi Balsamo, Firenze: Olschki, p. 441-461 (TSA0877943)
- 1997 Italo Cammarata e Ugo Rozzo, Il beato Giovannino patrono di Volpedo, un fanciullo martire della fine del secolo XV, Volpedo: Associazione Pellizza da Volpedo (MIL0343148)
- 1998 Lo studiolo nella silografia italiana: 1479-1558, Udine: Forum (RML0074893)
- 1998 Il presunto "omicidio rituale" di Simonino di Trento e il primo santo tipografo, estratto da: Atti dell'Accademia di scienze, lettere e arti di Udine, p. 185-223 (UBO4074739)
- 1998 Le biblioteche dei cappuccini nell'inchiesta della Congregazione dell'Indice (1597-1603), in Girolamo Mautini da Narni e l'ordine dei Frati Minori Cappuccini fra '500 e '600, Roma: Istituto storico dei Cappuccini, p. 57-101 (UBO4275716)
- 1998 Prime indagini sul libro a stampa nelle biblioteche italiane del Quattrocento, estratto da: Il bibliotecario, rivista semestrale di studi bibliografici, ns, gennaio-giugno, 1998/1, p. 59-86 (UBO4256527)
- 1998 Cristina Moro, Gli incunaboli delle biblioteche ecclesiastiche di Udine, presentazione di Ugo Rozzo, Udine: Forum (VEA0107591)
- 1999 La lettera al doge Francesco Dona del 1545 e il problema politico della Riforma in Italia, estratto da: Acta Histriae, p. 29-48 (MIL0505228)
- 2000 Edizioni protestanti di Poschiavo alla meta del Cinquecento (e qualche aggiunta ginevrina), in Il protestantesimo di lingua italiana in Svizzera, Torino, Claudiana, p. 17-46 (UBO4293499)
- 2000 Giusto Fontanini tra Roma e il Friuli, in Studi in memoria di Giovanni Maria Del Basso, Udine: Forum, p. 227-243 (MIL0504864)
- 2000 Il Nuovo Testamento a stampa nei secoli XV e XVI, in I vangeli dei popoli: la parola e l'immagine del Cristo nelle culture e nella storia, Roma: Rinnovamento dello Spirito Santo; Città del Vaticano: Biblioteca Apostolica Vaticana, p. 107-114 (UBO4293480)
- 2000 Pier Paolo Vergerio il Giovane, un polemista attraverso l'Europa del Cinquecento. Convegno internazionale di studi, Cividale del Friuli, 15-16 ottobre 1998, a cura di Ugo Rozzo, Udine: Forum (RML0097935)
- 2001 Italian literature on the Index, in Church, censorship and culture in early modern Italy, Cambridge: Cambridge University press, p. 194-222 (UBO3931691)
- 2001 La lettera e il torchio. Studi sulla produzione libraria tra XVI e XVIII secolo, Udine: Forum (MIL0520157)
- 2001 Savonarola nell'indice dei libri proibiti, in Girolamo Savonarola, da Ferrara all'Europa, Firenze: SISMEL Edizioni del Galluzzo, p. [239]-268 (UBO4284113)
- 2002 Il libro religioso, a cura di Ugo Rozzo e Rudj Gorian, Milano: Sylvestre Bonnard (RML0116365)
- 2003 L'officina tipografica nelle illustrazioni dei secoli XV e XVI, estratto da: Iconographica, rivista di iconografia medievale e moderna, 2, p. 146-167 (VEA0187102)
- 2004 Ugo Rozzo e Rudj Gorian, La biblioteca 'inglese' di Tommaso de Ocheda, in Biblioteche private in età moderna e contemporanea: atti del Convegno internazionale, Udine 18-20 ottobre 2004, p. 183-203 (TO01822587)
- 2004 Enzo Bottasso, La filosofia del bibliotecario e altri scritti, a cura di Attilio Mauro Caproni e Ugo Rozzo, Udine: Forum (MOD0874718)
- 2005 Le biblioteche umanistiche nell'Italia medievale e moderna, estratto da: Studia borromaica, 19, p. 71-104 (BRI0454515)
- 2005 La letteratura italiana negli Indici del Cinquecento, Udine: Forum (TO01480549)
- 2006 L'arte della memoria per figure, con il facsimile dell'Ars memorandi notabilis per figuras Evangelistarum (1470), a cura di Mino Gabriele, postfazione di Ugo Rozzo, Lavis: La finestra (TSA0930858)
- 2006 La biblioteca dell'italianista Gian Paolo da Ponte (1528-1544), estratto da: Nuovi annali della scuola speciale per archivisti e bibliotecari, a. XX, p. 50-68 (UBO3115183)
- 2006 Il paratesto e l'informazione bibliografica, estratto da: Paratesto, 3, p. 212-231 (UBO3086577)
- 2006 Storia per parole e per immagini, a cura di Ugo Rozzo e Mino Gabriele, Udine: Forum (TO01590572)
- 2007 Gli incunaboli della Biblioteca del Seminario di Concordia-Pordenone, a cura di Andrea Marcon, premessa di Ugo Rozzo, Pordenone: Associazione Propordenone (TSA0956675)
- 2008 Seconda giunta alle edizioni tortonesi del Seicento, in Philanagnostes, studi in onore di Marino Zorzi, Venezia: Istituto ellenico di studi bizantini e postbizantini di Venezia, p. 403-411 (TO01822583)
- 2008 Il sistema delle biblioteche nel Friuli del Settecento, in Navigare nei mari dell'umano sapere: biblioteche e circolazione libraria nel Trentino e nell'Italia del 18. secolo. Atti del Convegno di studio, Rovereto, 25-27 ottobre 2007, Trento: Provincia autonoma di Trento, Soprintendenza per i beni librari e archivistici, p. 81-99 (CSA0109192)
- 2008 La strage ignorata. I fogli volanti a stampa nell'Italia dei secoli XV e XVI, Udine: Forum (TO01685373)
- 2009 Lorenzo Di Lenardo, I Lorio: editori, librai, cartai, tipografi fra Udine e Venezia (1496-1629), presentazione di Ugo Rozzo, Udine: Forum (MOD1558291)
- 2009 Nuovo Liruti: dizionario biografico dei friulani, Udine: Forum. V.2: L' età veneta, a cura di Cesare Scalon, Claudio Griggio e Ugo Rozzo (TSA1220796)
- 2010 Le biblioteche dei seminari: un grande patrimonio bibliografico da conoscere e valorizzare, in Claustrum et armarium: studi su alcune biblioteche ecclesiastiche italiane tra Medioevo ed Età moderna, Milano, Biblioteca Ambrosiana, Roma, Bulzoni, 2010 (RAV1933765)
- 2010 Pier Paolo Vergerio, Il catalogo de' libri (1549), a cura di Ugo Rozzo, Trieste, Deputazione di storia patria per la Venezia Giulia, 2010 (TSA1345503)
- 2011 La fortuna della Naturalis historia di Plinio nell'editoria del XV secolo, estratto da: Archives internationales d'histoire des sciences, vol. 61, n. 166-167, juin-decembre 2011, p. [73]-113 (UBO4287890)
- 2011 Furor bibliographicus, ovvero La bibliomania, a cura di Massimo Gatta, prefazione di Alfredo Serrai, Macerata, Biblohaus, 2011 (CFI0783572)
- 2012 Massimo Gatta, La grande famiglia. Storie di editoria e bibliografia, a cura di Filippo Umberti, prefazione di Ugo Rozzo, Macerata, Biblohaus, 2012 (LO11471795)
- 2013 Historia della vita, martirio e morte di S. Martiano e di Santo Innocentio primi vescoui di Tortona (ristampa anastatica), introduzione e postfazione di Ugo Rozzo, Tortona, Litocoop (TO01876384)
- 2016 Iconologia del libro nelle edizioni dei secoli XV e XVI secolo, Udine, Forum (TO01966610)
- 2018 Illustrare l'Apocalisse nell'Europa del Cinquecento (1498-1547), estratto da: Gli italiani e la Bibbia nella prima età moderna ... (Turnhout, Brepols, 2018), p. 22-42 (RML0443540)
- 2018 Catalogo degli incunaboli della Biblioteca civica di Alessandria, a cura di Federica Viazzi, introduzione di Ugo Rozzo, Alessandria, Edizioni dell'Orso (BMT0016516)
- 2020 Il libro religioso italiano del Quattro e Cinquecento: linee di studio, Udine, Forum